# Maria Rosa Alcaraz i Musset
Maria Rosa Alcaraz i Musset (Barcelona, 8 de setembre de 1929 - maig de 2020), compositora, pianista i professora de música catalana.

## Biografia
Des del 1939 fins al 1958 va estudiar música al Conservatori Superior de Música de Barcelona. El 1958 aquesta institució li concedí el Premi d’Honor de Composició i Instrumentació per diverses obres.
Des del 1949 va ser professora al Conservatori Superior de Música de Barcelona. El 1980 va obtindre la plaça de professora en l’especialitat d’Harmonia, Contrapunt i Fuga; també la d’Acompanyament, en la que impartí classes a alumnes com Montserrat Torrent, Salvador Brotons, Salvador Mas i Joan Lluís Moraleda, entre d'altres.
El 1957 va ser finalista del Premi Ciutat de Barcelona.
El seu fons es conserva a la Biblioteca de Catalunya.

## Obra[6]
El seu repertori està conformat per obres de cambra, per a veu i piano i per a orquestra, Destaca Suite, estrenada per l'Orquestra Municipal de Barcelona, sota la direcció d'Eduard Toldrà, al Palau de la Música Catalana el 30 d’abril de 1961.

### Música instrumental
- Suite (1957)
- Suite Ballet (1957)
- Poema: No sents com canta la quietud?

- Selvàtica

- Suite Abril

- Suite: Somni

### Música vocal
- A la vera del camino (1954). Lletra: Antonio Machado. Obra premiada per l'Escola Municipal de Música de Barcelona amb el Premi d’Honor de Composició l’any 1958
- El peix viu (1954)
- Poesia (1985). Lletra: Jordi Mestre i Orriols
- La nina (1986). Glossa del poema La Pepa d’en Francesc Sitjà i Pineda
- Escolta la música que et porta l’atzar del vent (1993). Lletra: Jordi Mestre i Orriols
- Dues mirades (2013-2014). Lletra: Eva Folgado Fusté
- En l'enterro d'un nin. Lletra: Jacint Verdaguer
- Morir, dormir. Lletra: Antonio Machado
- [Nodreix l’amor]. Lletra [Joan Maragall]
- Voz madura. Lletra: José Moreno Villa

#### Música per a cor
- Lo filador d’or. Lletra: [Jacint Verdaguer]

#### Nadales
- Nadala 1960
- Sobre palles (2001). Lletra: Josep Ignasi Ullés, o.c.d.
- Espurnetes beneïdes de la llar del Firmament. Lletra: Josep Ignasi Ullés, o.c.d.
- Nadala

### Altres cançons populars i folklòriques, arranjaments i musicacions
- Enyorament (1954). Lletra: Ambrosi Carrión. Obra premiada pel Conservatori Municipal de Música de Barcelona amb el Premi d’Honor de Composició l’any 1958
- La cascada de Lutour. Lletra: Joan Maragall. Obra premiada pel Conservatori Municipal de Música de Barcelona amb el Premi d’Honor de Composició l’any 1958
- Marinera (1958). Lletra: Ambrosi Carrión. Obra premiada pel Conservatori Municipal de Música de Barcelona amb el Premi d’Honor de Composició l’any 1958
- La nevada (1983). Lletra: Ramon Folch i Camarasa
- La nit (1983). Lletra: [Joana Raspall]
- El petit estel (1983)
- Se n’ha anat el sol (1983)
- L’ase i el cucut (1984)
- Les bèsties del Naixement (1984)
- El caçador (1984)
- La dama d’Aragó (1984)
- De la nit en neix l’albada (1984). Música: Johann Gottfried Walther; lletra: M. Suñol
- El gall i la gallina (1984)
- L'hereu Riera (1984)
- El rotlletó (1984)
- Tu cantes (1984)
- Un cuc de terra (1989). Lletra: [Apel·les Mestres]
- Dormiu
- Ha plogut...
- Neu i glaç
- Les ninetes
- Pop basca
- Voleu venir?